# 10929 Chenfangyun
10929 Chenfangyun è un asteroide della fascia principale. Scoperto nel 1998, presenta un'orbita caratterizzata da un semiasse maggiore pari a 3,1541876 UA e da un'eccentricità di 0,1112214, inclinata di 1,53934° rispetto all'eclittica.